# Ruslan Khasinovich Bolov
Bản mẫu:Eastern Slavic name
Ruslan Khasinovich Bolov (tiếng Nga: Руслан Хасинович Болов, sinh ngày 7 tháng 5 năm 1994) là một cầu thủ bóng đá người Nga. Anh thi đấu cho F.K. Krasnodar.

## Sự nghiệp câu lạc bộ
Anh ra mắt tại Giải bóng đá ngoại hạng Nga cho P.F.K. Spartak Nalchik vào ngày 18 tháng 3 năm 2012 trong trận đấu với F.K. Krylia Sovetov Samara.
Anh thi đấu tại Chung kết Cúp bóng đá Nga 2017-18 cho FC Avangard Kursk ngày 9 tháng 5 năm 2018 trên sân Volgograd Arena trước đội vô địch F.K. Tosno với thất bại 2-1.